# Shutford
 (mars 2025).
Si vous disposez d'ouvrages ou d'articles de référence ou si vous connaissez des sites web de qualité traitant du thème abordé ici, merci de compléter l'article en donnant les références utiles à sa vérifiabilité et en les liant à la section « Notes et références ».
Shutford est un village et une paroisse civile à l'ouest de Banbury, dans le nord du comté d'Oxfordshire, Angleterre. Le village est probablement fondé pendant l'époque saxonne; il y a des preuves archéologiques qu'il existe depuis une ère ancienne.[réf. nécessaire]
Le terrain où Shutford se trouve est vallonné, néanmoins très fertile. La région a une apparence très verte pendant toute l'année, même l'hiver.
Selon la carte publiée par l'Ordnance Survey (l'organisation gouvernementale responsable pour les cartes de la topographie britannique), le village est à 145 m au-dessus de la mer.

## Géographie et climat
Le climat de Shutford n'est pas très varié, quelle que soit la saison. Comme le reste du pays, Shutford profite d'un climat maritime avec peu de chaleur mais beaucoup de pluie. Sous l'influence d'un vent continental (de l'est), Shutford pourrait expérimenter des extrêmes de température, comme l'été en 2003 et l'hiver en 1995-6. Les chutes de neige en hiver sont plus fréquentes que les canicules en été.

## Politique
Shutford est gouverné par diverses fonctions de l'État. Il a son propre conseil de la paroisse, ce qui s'occupe des petites affaires du village, comme l'entretien des pelouses publiques. Les membres du conseil ne s'appartient à aucun parti politique, ils se comprennent des villageois. Le conseil du district est nommé Cherwell District Council, ce qui est composé du nord et de l'est de l'Oxfordshire, dirigé par le Parti Conservateur. Le député de Banbury, la circonscription électorale où se trouve le village, dans la Chambre des communes est Tony Baldry, du Parti Conservateur. Il a été réélu en 2005 avec un 46,9 % du vote populaire.

## Histoire

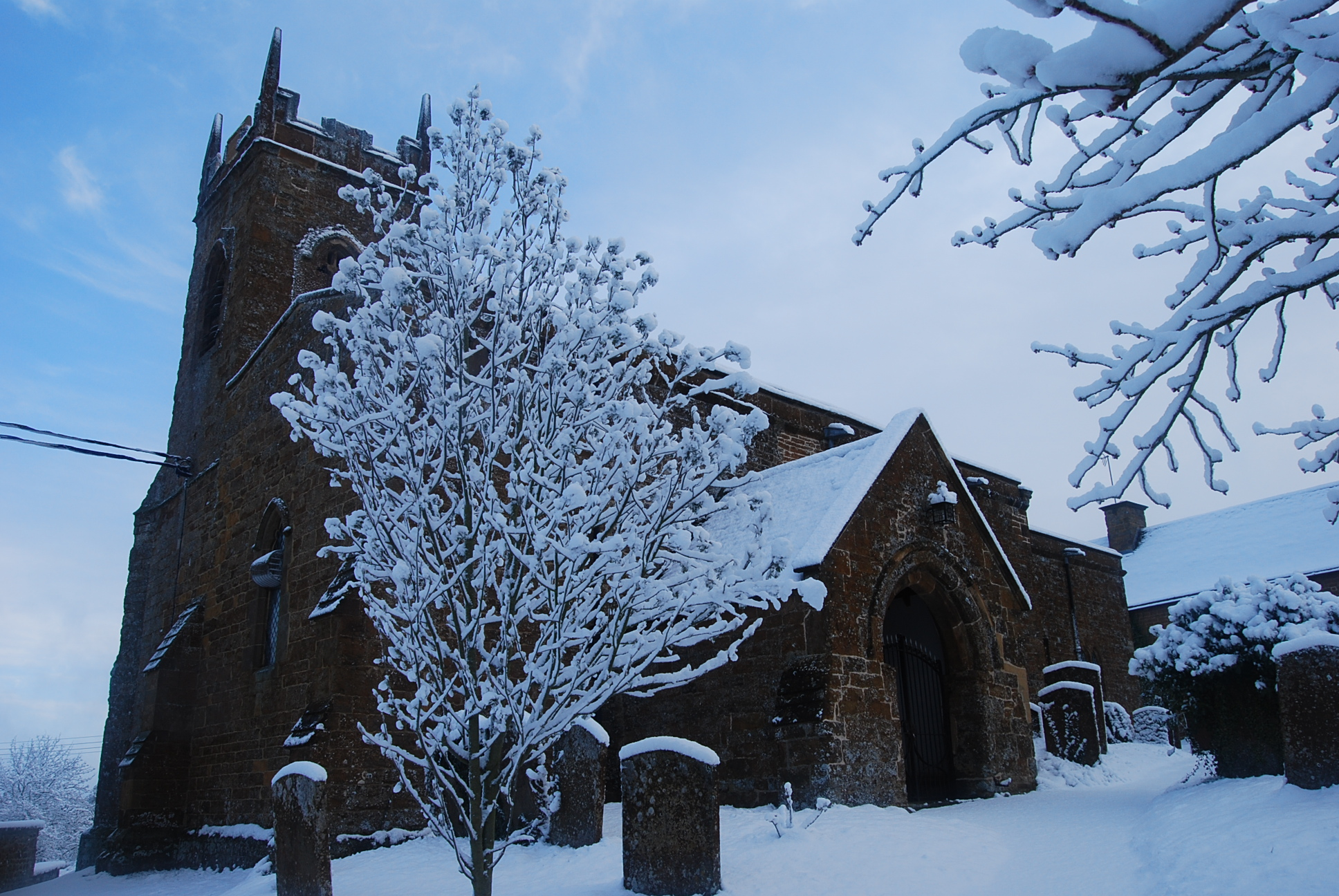
L'église paroissiale Saint-Martin

Dans le passé, l’industrie principale du village fut la fabrication de la peluche. L’industrie, dirigée pour la plupart par la famille Wrench, fonctionnait depuis le XVIIe siècle jusqu’à 1947, en fabriquant des produits cossus pour quelques cours royales en Europe et en gagnant plusieurs prix internationaux en ce qui concerne la qualité.
Il y a beaucoup de bâtiments historiques dans le village, construits de la pierre locale, « Hornton ». Un grand incendie en 1701 causa la destruction d’un grand nombre de maisons, mais avant 1774 c’était l’un des villages les plus grands au Banburyshire, comprenant 71 maisons. Au-dessus du village  se trouve l’église « St Martin » dont certaines parties furent construites pendant l’époque normande. Elle est juste à côté de Shutford Manor (le Manoir de Shutford), une belle demeure possédée auparavant par la famille Saye and Sele (qui se trouve maintenant à Broughton, un village à 5 km de Shutford) mais désormais la propriété d’une famille britannique très bien connue.
Après la disparition de l’industrie de peluche pendant les années 1960, il y eut un déclin important dans le village, avec aucune école, ni pub, ni pasteur permanent pendant longtemps. Une campagne de publicité faite en 1969 mena au rajeunissement du village, ce qui aida la transformation de Shutford au village nanti d’aujourd’hui.